# Birkenhof (Overath)
Birkenhof ist ein Ortsteil von Marialinden in der Stadt Overath im Rheinisch-Bergischen Kreis in Nordrhein-Westfalen, Deutschland.

## Lage und Beschreibung
Der landwirtschaftlich geprägte Ortsteil findet sich zwischen der Kreisstraße 37 und dem Naafbachtal. Die nächsten Orte sind Meegen, Hardt, Oderscheiderberg, Niedergrützenbach und Kirschbaum. Die ganze Gegend zählt naturräumlich betrachtet zum Marialinder Riedelland, das wiederum zu den Agger-Sülz-Hochflächen zählt. In den Feuchtgrünflächen haben zahlreiche seltene Tiere und Pflanzen eine Heimat gefunden. Das Naafbachtal mit dem namensgebenden Naafbach steht unter Naturschutz. Einzelne Gebiete der Gegend zählen darüber hinaus zu Vogelschutzgebieten, zu Gewässerschutzzonen und zum europäischen Fauna-Flora-Habitat.

## Geschichte
Birkenhof war ein alter Lehnshof. Als sein Pächter im 13. Jahrhundert ist ein Theodoricus de Birken überliefert.
Die Topographia Ducatus Montani des Erich Philipp Ploennies, Blatt Amt Steinbach, belegt, dass der Wohnplatz bereits 1715 drei Hofstellen besaß, die als Bircken beschriftet sind. Carl Friedrich von Wiebeking benennt die Hofschaft auf seiner Charte des Herzogthums Berg 1789 als Biirken. Aus ihr geht hervor, dass der Ort zu dieser Zeit Teil der Honschaft Oderscheid  im Kirchspiel Overath war.
Der Ort ist auf der Topographischen Aufnahme der Rheinlande von 1825 als Birken verzeichnet. Die Preußische Uraufnahme von 1845 zeigt den Wohnplatz unter dem Namen Birtgen. Ab der Preußischen Neuaufnahme von 1892 ist der Ort auf Messtischblättern regelmäßig als Birken bzw. Birken bei Marialinden verzeichnet.
1822 lebten in den zwei Overather Birken 18 bzw. 24 Menschen in zwei als Höfe kategorisierte Orten, die nach dem Zusammenbruch der napoleonischen Administration und deren Ablösung zur Bürgermeisterei Overath im Kreis Mülheim am Rhein gehörten. Es geht aus der Aufstellung nicht hervor, welches davon das hier genannte Birken ist. Für das Jahr 1830 werden für die als Höfe kategorisierten Orte 21 bzw. 28 Einwohner angegeben. Der 1845 laut der Uebersicht des Regierungs-Bezirks Cöln als Hof kategorisierte und als Birken bezeichnete Ort besaß zu dieser Zeit sechs Wohngebäude mit 38 Einwohnern, alle katholischen Bekenntnisses. Die Gemeinde- und Gutbezirksstatistik der Rheinprovinz führt 1871 Birken mit neun Wohnhäusern und 44 Einwohnern auf. Im Gemeindelexikon für die Provinz Rheinland von 1888 werden für Birken bei Marialinden acht Wohnhäuser mit 47 Einwohnern angegeben. 1895 besitzt der Ort acht Wohnhäuser mit 32 Einwohnern und gehörte konfessionell zum katholischen Kirchspiel Marialinden, 1905 werden sechs Wohnhäuser und 21 Einwohner angegeben.
Im 21. Jahrhundert erfolgte eine Umbenennung in Birkenhof.